# بوم‌سازگان آبی
بوم‌سازگان آبی یا اکوسیستم آبی (به انگلیسی: Aquatic ecosystem) عبارت است از یک بوم‌سازگان در پهنه آبی. جامعهٔ زیست‌بوم‌ها که به یکدیگر و به محیط شان وابسته اند و در یک محیط آبی زندگی می‌کنند. در جهان دو گونهٔ اصلی از بوم‌سازگان وجود دارد که عبارتند از بوم‌سازگان آب‌های شور (دریا و اقیانوس) و بوم‌سازگان آب‌های شیرین.

## گونه‌ها

### آب‌های شور

تقسیم‌بندی بوم‌سازگان دریا

بوم‌سازگان آب‌های شور نزدیک به ۷۱ درصد از سطح زمین را پوشانده‌است و نزدیک به ۹۷ درصد از آب‌های کرهٔ زمین را دربر می‌گیرد. فرق این بوم‌سازگان با بوم‌سازگان آب‌های شیرین وجود ترکیبات شیمیایی به ویژه نمک در آب است. ۸۵ درصد از مواد حل شده در آب دریا را سدیم و کلر تشکیل می‌دهند. بسته به بوم‌سازگان‌های آب‌های شور مختلف میزان شوری می‌تواند متفاوت باشد. ولی معمولاً 35 (ppt) در نظر گرفته می‌شود.

### آب‌های شیرین

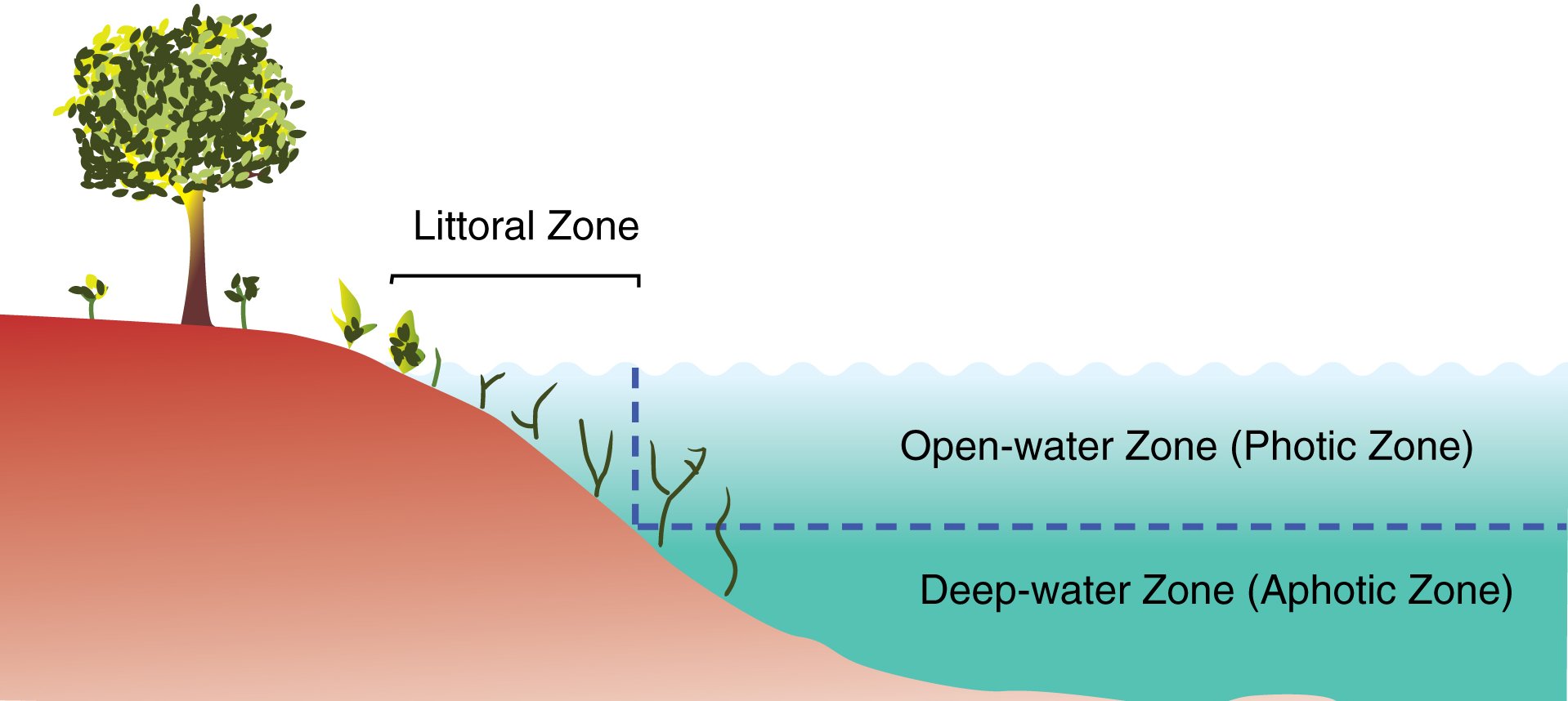
سه بخش اصلی یک دریاچه

بوم‌سازگان آب‌های شیرین نزدیک به ۰٫۷۸ درصد از سطح زمین را پوشش می‌دهند. ۴۱ درصد از گونه‌های شناخته شدهٔ ماهی‌های جهان در آب‌های شیرین زندگی می‌کنند.
سه نوع اصلی از بوم‌سازگان آب‌های شیرین وجود دارند:
- آب‌های راکد: آب‌هایی که جریان آهسته دارند مانند آبگیر و دریاچه
- موج زی: آب‌هایی که جریان تند دارند مانند جویبار و رود
- تالاب: محیط‌هایی که خاک اشباع دارند یا برای مدتی آب روی آن‌ها را پوشانده‌است.[۵]